# Estación de Hidrobiología Encoro do Con
La Estación de Hidrobiología Encoro do Con (EHEC), inaugurada en 2004, es un centro de investigación de la Universidad de Santiago de Compostela (USC) situado a la orilla del embalse del río Con, en Castroagudín (Cea), Villagarcía de Arosa (provincia de Pontevedra, Galicia, España). Sus actividades se centran en la investigación y enseñanza sobre los hábitats de aguas continentales, siendo una instalación de este tipo única en España.
En 2009 obtuvo el Sello de Compromiso hacia la Excelencia Europea 200+ EFQM (European Foundation for Quality Management). El sello se renovó en los años 2011, 2015 y 2017.

## Actividades científicas y docentes

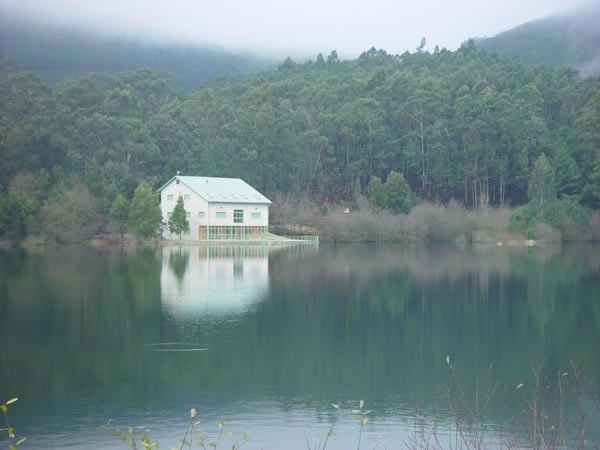
Estación de Hidrobiología Encoro do Con- EHEC.

El centro se dedica a actividades de  investigación (básica y aplicada), docencia  y divulgación del avance científico.  Las principales líneas de investigación incluyen el estudio de peces e invertebrados acuáticos y peces migradores, el impacto de la contaminación  sobre los hábitats fluviales y métodos para su control. La instalación cuenta con un laboratorio de análisis, acuarios y ríos artificiales y equipo para recoger muestras. 
En la EHEC se llevan a cabo actividades de docencia para estudiantes universitarios de diferentes niveles, niveles no universitarios y para profesionales.
Para acercar los avances científicos a la sociedad y concienciar sobre la necesidad de implicarse en la conservación del medio natural, en la EHEC, se desarrollan numerosas actividades y materiales de divulgación y participa en distintas acciones de voluntariado ambiental.